# Baby Cart : L'Âme d'un père, le cœur d'un fils
Série Baby Cart
Baby Cart : Dans la terre de l'ombre
(1972) Baby Cart : Le Territoire des démons
(1973)
Pour plus de détails, voir Fiche technique et Distribution.
Baby Cart : L'Âme d'un père, le cœur d'un fils (子連れ狼 親の心子の心, Kozure Ōkami: Oya no kokoro ko no kokoro) est un film japonais réalisé par Buichi Saitō, sorti en 1972. C'est le quatrième film de la saga Baby Cart adaptée du manga Lone Wolf and Cub. 

## Synopsis
Ogami Itto est engagé pour tuer Oyuki, une femme assassin tatouée. Pendant ce temps, son fils Daigoro, âgé de trois ans, se perd. Après avoir passé des jours à chercher son père, il est retrouvé par Genbei, le fils en disgrâce de Yagyu Retsudo, l'ennemi juré d'Ogami Itto. 

## Fiche technique
- Titre : Baby Cart : L'Âme d'un père, le cœur d'un fils
- Titre original : 子連れ狼 親の心子の心 (Kozure Ōkami: Oya no kokoro ko no kokoro?)
- Réalisation : Buichi Saitō
- Scénario : Kazuo Koike et Goseki Kojima   d'après leurs manga
- Photographie : Kazuo Miyagawa
- Montage : Toshio Taniguchi
- Musique: Hideaki Sakurai
- Production : Hisaharu Matsubara et Tomisaburo Wakayama
- Société de production : Tōhō
- Pays de production :  Japon
- Langue originale : japonais
- Format : couleurs - 2,35:1 - son mono
- Genre : chanbara
- Durée : 81 minutes
- Date de sortie : Japon : 30 décembre 1972[1]

## Distribution
- Tomisaburō Wakayama : Ogami Itto
- Yōichi Hayachi : Yagyu Genbei
- Michie Azuma : Oyuki
- Akihiro Tomikawa : Daigoro
- Asao Koike : Tokugawa Yoshinao
- Tatsuo Endo : Yagyu Retsudo
- Shin Kishida : Kozuka Enki

## SagaBaby Cart
1. Baby Cart : Le Sabre de la vengeance
2. Baby Cart : L'Enfant massacre
3. Baby Cart : Dans la terre de l'ombre
4. Baby Cart : L'Âme d'un père, le cœur d'un fils
5. Baby Cart : Le Territoire des démons
6. Baby Cart : Le Paradis blanc de l'enfer